# Andaleh (Luak)
Andaleh is een bestuurslaag in het regentschap Lima Puluh Kota van de provincie West-Sumatra, Indonesië. Andaleh telt 4729 inwoners (volkstelling 2010).